# Балаева, Ольга Сергеевна
О́льга Серге́евна Бала́ева (род. 30 июля 1984) — российская легкоатлетка, специалистка по прыжкам в длину. Выступала на профессиональном уровне 2002—2015 годах, обладательница серебряной и бронзовой медалей чемпионатов России, призёрка ряда крупных всероссийских и международных стартов, участница чемпионата Европы среди молодёжи в Эрфурте. Представляла Волгоградскую область. Мастер спорта России международного класса.

## Биография
Ольга Балаева родилась 30 июля 1984 года. Занималась лёгкой атлетикой в Волгоградской области под руководством тренеров В. А. Догонкина, Е. В. Сократова, Д. Г. Захарчука, представляла всероссийское физкультурно-спортивное общество «Динамо».
Впервые заявила о себе на всероссийском уровне в сезоне 2002 года, когда в прыжках в длину заняла пятое место на юниорском чемпионате России в Казани и выступила на взрослом чемпионате России в Чебоксарах.
В 2003 году стала чемпионкой России среди юниоров в зачёте прыжков в длину.
В 2004 году была девятой на Мемориале братьев Знаменских в Казани, пятой на молодёжном всероссийском первенстве в Чебоксарах, выступила на чемпионате России в Туле.
В 2005 году показала четвёртый результат на Кубке губернатора в Волгограде, восьмой результат на Кубке губернатора в Самаре, 11-й результат на зимнем чемпионате России в Волгограде, завоевала серебряную награду на молодёжном всероссийском первенстве в Туле, закрыла десятку сильнейших на Мемориале Знаменских в Казани. В составе российской сборной приняла участие в чемпионате Европы среди молодёжи в Эрфурте — здесь прыгнула на 6,41 метра, расположившись в итоговом протоколе на пятой строке.
В 2006 году заняла девятое место на турнире «Русская зима» в Москве, отметилась победами на двух турнирах в Турции.
В 2007 году была седьмой на всероссийских соревнованиях в Сочи, шестой на Кубке России в Туле, девятой на чемпионате России в Туле, выиграла серебряную медаль на чемпионате России среди военнослужащих в Самаре.
В 2008 году стала шестой на Кубке губернатора в Волгограде, на Кубке губернатора в Самаре и на зимнем чемпионате России в Москве, успешно выступила на международных турнирах в Эстонии и Швеции.
В 2009 году была четвёртой на Кубке губернатора в Волгограде, пятой на зимнем чемпионате России в Москве, попала в число призёров на международных турнирах в Финляндии, Эстонии и Словакии, получила серебро на Мемориале братьев Знаменских в Жуковском, стала четвёртой на летнем чемпионате России в Чебоксарах и восьмой на коммерческом турнире DN Galan в Стокгольме.
В 2010 году показала шестой результат на Кубке губернатора в Волгограде, взяла бронзу на Кубке губернатора в Краснодаре, заняла четвёртое место на зимнем чемпионате России в Москве, победила на турнирах в Эстонии и Словакии, оказалась пятой на открытом чемпионате Москвы и седьмой на летнем чемпионате России в Саранске.
В 2011 году выиграла Кубок губернатора в Волгограде, стала пятой на зимнем чемпионате России в Москве, отметилась победами на нескольких международных турнирах в Эстонии и Латвии, установив при этом свой личный рекорд в прыжках в длину — 6,89 метра (с этим результатом по итогам сезона вошла в десятку лучших прыгуний мира). На летнем чемпионате России в Чебоксарах была восьмой.
В 2013 году выиграла бронзовую медаль на Мемориале Владимира Куца в Москве, заняла шестое место на чемпионате России в Москве.
В 2014 году взяла бронзу на Кубке губернатора в Волгограде, получила серебро на Кубке Самарской области, одержала победу на Мемориале Куца в Москве, завоевала бронзовую награду на чемпионате России в Казани.
В 2015 году выиграл турнир в Новочебоксарске, стала бронзовой призёркой на зимнем чемпионате России в Москве и на этом завершила спортивную карьеру.
За выдающиеся спортивные достижения удостоена почётного звания «Мастер спорта России международного класса».